# Geneviève Massignon
Pour les articles homonymes, voir Massignon.
Geneviève Massignon, née le 27 avril 1921 à Paris 7e où elle est morte le 9 juin 1966,, est une linguiste, ethnologue et musicologue française. Elle est l'autrice d'importants travaux sur le français acadien. Elle a fait de nombreuses enquêtes et collectes sonores en Acadie, en Bretagne, dans l'Ouest de la France et en Corse, et publié plusieurs recueils de contes issus de ses recherches.

## Biographie
Licenciée ès-lettres en 1941, Geneviève Massignon est chargée, après la Seconde Guerre mondiale, en remplacement de Jacques Pignon (Université de Poitiers puis Sorbonne) mort prématurément, de préparer, pour le CNRS, un Atlas linguistique du centre-ouest de la France, centré sur les départements de  Vendée, Deux-Sèvres, Vienne, Charente et Charente-Maritime, c'est-à-dire sur le domaine linguistique poitevin-saintongeais. À sa mort elle avait pratiquement fini les enquêtes, et son travail sera publié par Brigitte Horiot sous le titre d'Atlas linguistique et ethnographique de l’Ouest : Poitou, Aunis, Saintonge, Angoumois. Il sera le support d'une analyse dialectométrique effectuée par Liliane Jagueneau.
Son frère Yves, chercheur en géographie humaine, séjourne à Madawaska, où il étudie les populations canadiennes et publie ses travaux sous le titre "Au Canada, la Haute vallée de Saint-Jean (Madawaska) et l'avenir franco-américain". Intéressée par les recherches de son frère, notamment sur le peuple acadien, elle obtient en 1946 une bourse des Relations culturelles du Ministère des Affaires étrangères et se rend dans les provinces maritimes. Elle y recueille le folklore acadien traditionnel, les contes et le parler local.
En 1966, elle est attendue aux festivités franco-acadiennes de Belle-Île-en-Mer pour commémorer le bicentenaire de l'installation des Acadiens dans cette île. Elle meurt subitement, peu avant, d'une crise cardiaque.
Son père est l'universitaire et islamologue français Louis Massignon. Elle a deux frères, Yves et Daniel Massignon.

## Fonds Geneviève Massignon
Donation de la famille de Geneviève Massignon à la BNF

## Honneurs
- Médaille de l'Académie des lettres du Québec (1963)

## Source
- Les Amitiés acadiennes no 22 du 4e trimestre 1982 p. 6/7 et no 23 du 1er trimestre 1983 p. 10/11